# 割禮角
54°24′39″S 3°20′48″E / 54.4109°S 3.3467°E
割禮角是南極洲的海岬，位於鮑威特島西北部，處於瓦爾迪維瓦角以西5公里，在1739年1年1日被法國探險隊發現，是1928至1929年挪威探險隊的大本營。

## 外部連結
- CIA Factbook entry for Bouvet Island （页面存档备份，存于） Includes a map showing the cape.